# Sinagoga Coral de Moscú
La Sinagoga Coral de Moscú (ruso: Московская Хopaльнaя Cинaгoга, Moskovskaya Khoralnaya Sinagoga) es una de las sinagogas principales y más grandes de Rusia y de la antigua Unión Soviética. Está ubicada en el céntrico distrito moscovita de Basmanny, cerca de la estación de metro Kitai-Gorod.

## Arquitectura
El edificio de la sinagoga es de gran interés arquitectónico debido a su singular estilo ecléctico: la fachada está diseñada en estilo neoclásico, mientras que el interior de la sala se destaca por el mismo estilo arábigo que se puede apreciar en otras sinagogas del este de Europa, con murales y molduras arabescas.

## Historia
La sinagoga se encuentra justo al lado del antiguo asentamiento judío de Zaryadye. Las autoridades moscovitas de la época habían prohibido la construcción de una sinagoga dentro de Kitai-gorod, por lo que su construcción se proyectó un bloque más al este de las murallas de la ciudad.

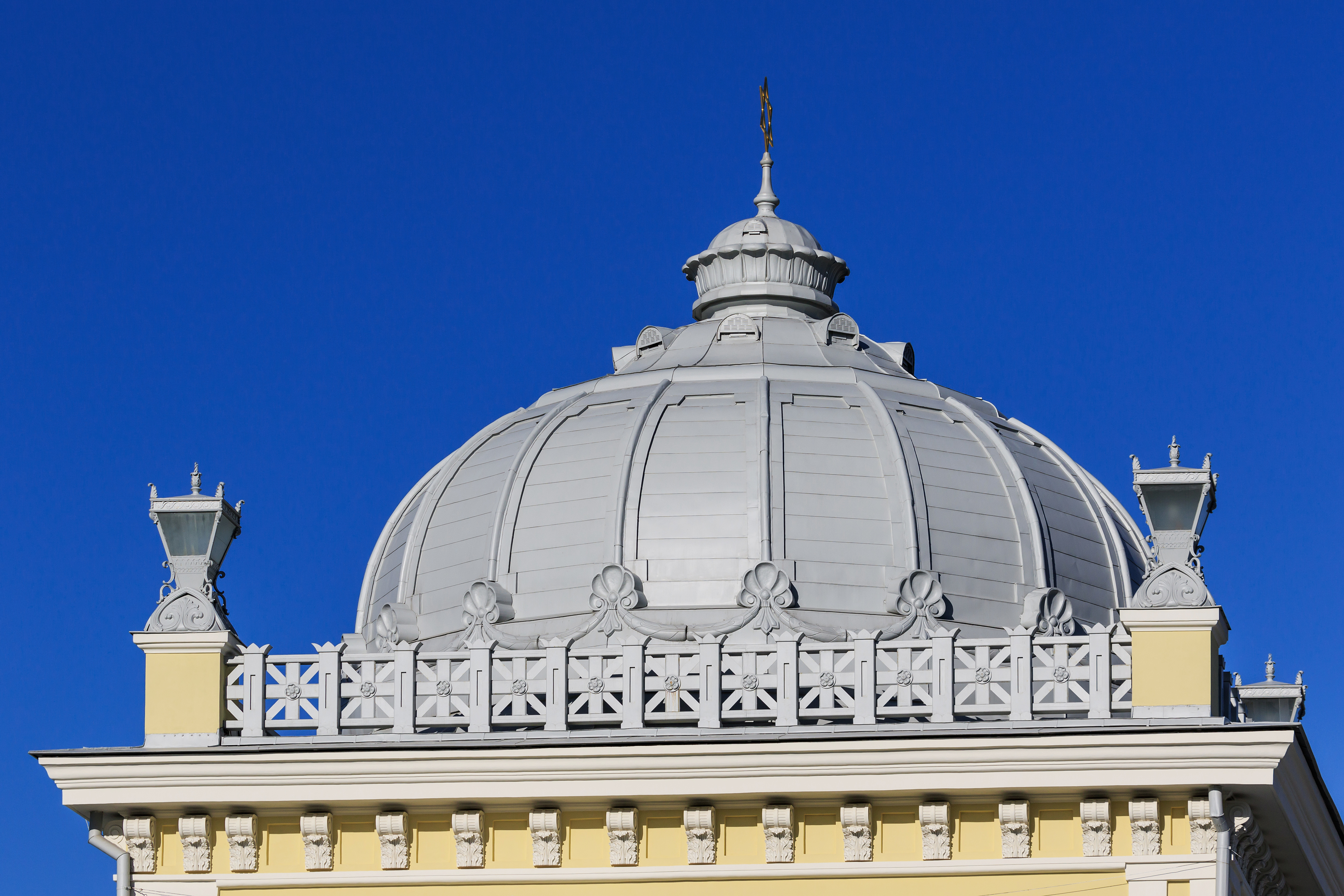
Cúpula de la Sinagoga Coral

En 1881, la comunidad judía contrató al arquitecto vienés afincado en Moscú Semeon Eibuschitz con en fin de diseñar lo que sería el principal templo judío de una de las ciudades más grandes de Europa. Sus planos iniciales, sin embargo, fueron rechazados por las autoridades, que no veían con buen ojo un edificio judío que por su arquitectura pudiera competir con los templos cristianos de la región. El siguiente borrador elaborado por Eibuschitz fue aprobado en 1886, y la primera piedra colocada el 28 de mayo de 1887. Sin embargo, el año siguiente las autoridades municipales volvieron a intervenir, exigiendo la eliminación de la ya acabada cúpula y la imagen exterior de los rollos de Moisés. Los trabajos de construcción tardaron cinco años, requiriendo de una gran inversión en recursos y manos de obra, lo cual no impidió que en 1892 las autoridades lo volvieran a prohibir, obligando a la comunidad judía a elegir entre vender el edificio o convertirlo en obra de caridad.
Durante la Revolución rusa de 1905, el Gobierno zarisra se vio obligado a levantar las prohibiciones de todos los lugares de culto, por lo que judíos, viejos creyentes y otras comunidades de distintos credos recuperaron su derecho a erigir templos en cualquier sitio. Dado que Eibuschitz había fallecido ya en 1898, la comunidad contrató al arquitecto Roman Klein para la culminación de las obras del edificio, que fue inaugurado finalmente en 1906. La Sinagoga Coral de Moscú seguiría activa durante la época soviética, siendo la única de toda la URSS en operar ininterrumpidamente, si bien las autoridades anexaron partes del edificio original para actividades del régimen tanto en 1923 como en 1960.

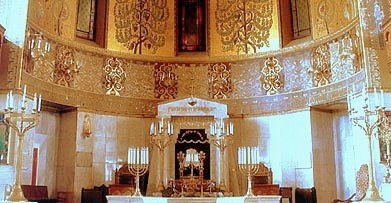
Interior de la sala principal

En 1948, Golda Meir, primera delegada israelí ante la Unión Soviética y futura primera ministra de Israel, atendió los servicios de Rosh Hashaná y Yom Kipur en la sinagoga sin previa autorización de las autoridades locales, causando malestar en círculos del Gobierno.
En 1954, estando Iósif Stalin en su lecho de muerte, el rabino mayor de la sinagoga ofició un servicio especial y convocó a la comunidad a una jornada de ayuno y rezos por la salud del mandatario.
A partir de 2019, la sinagoga se encuentra en un proceso de renovación.

## Cultura

### Coro Turetsky
El coro Turetsky (en ruso: Хор Турецкого; formalmente: Turetsky Choir Art Group) es un famoso grupo artístico de músicos a capela dirigido por Mikhail Turetsky, que se estableció en la sinagoga coral en 1990. Sus voces varían desde tenore contraltino a basso profundo, y su debut tuvo lugar el 1990 con música de la liturgia judía y música folk en las salas de las filarmónicas de Tallin y de Kaliningrado. Con los años, su repertorio se ha extendido para incluir piezas de ópera, música espiritual, folk y pop en varios idiomas.

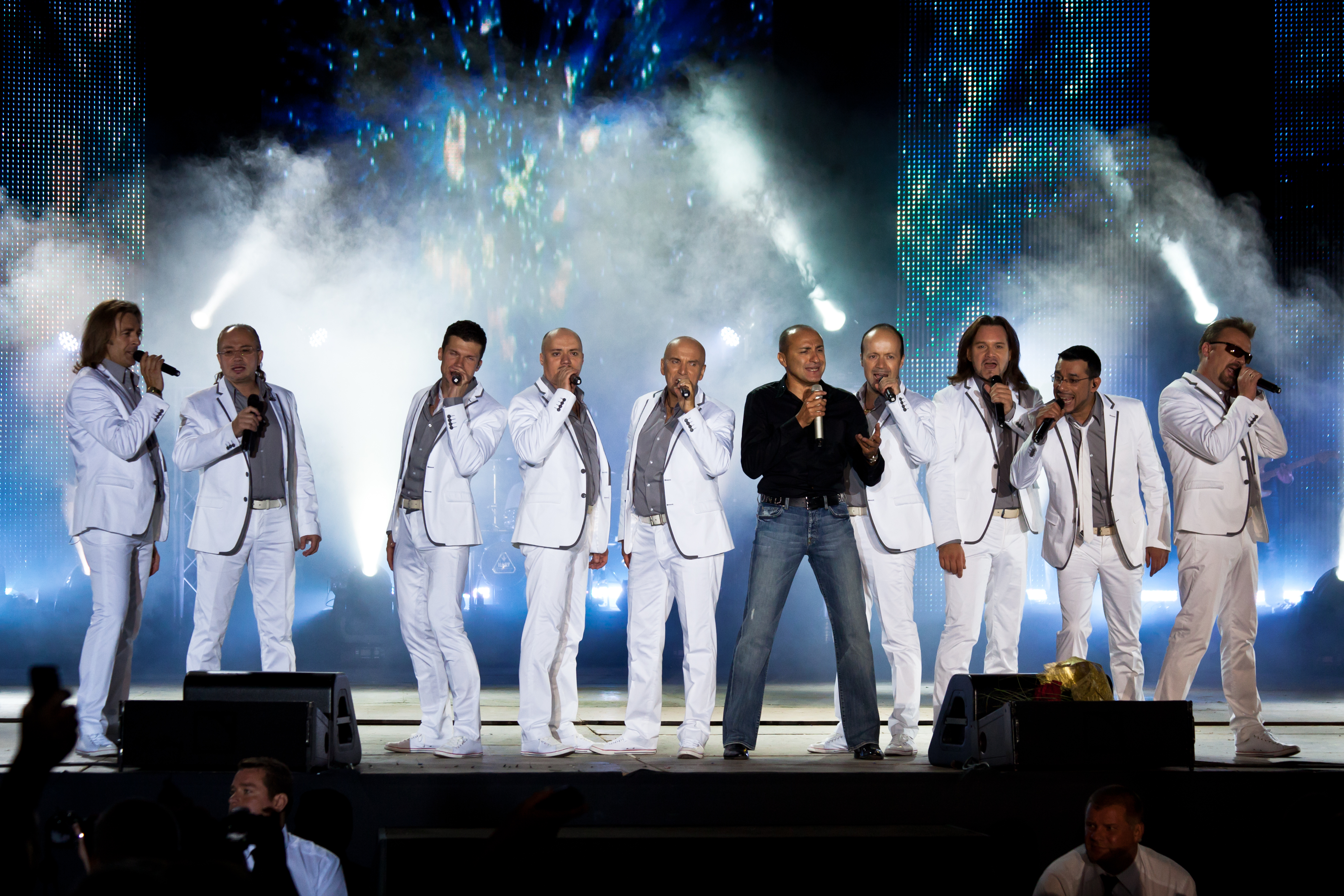
El coro Turetsky

El coro ha servido para despertar el interés de la sociedad en la cultura judía rusa, especialmente después de haber resucitado piezas y liturgias extintas desde 1917, y que hoy en día han vuelto a ser liturgias permanentes en muchas sinagogas rusas.